# Singó Sigeo
Singó Sigeo (新郷 重夫, nyugaton: Shigeo Shingo) (Szaga, 1909–1990), japán mérnök, a Toyota Termelési Rendszer (TPS) egyik legnagyobb szakértője.

## Pályafutása
1930-ban a Taipei Railway Companynél dolgozott, ahol a tudományos menedzsment módszereit alkalmazta, hogy csökkentse a gyártás költségeit. 1955-től oktatta Japánban a TPS módszereit, számos könyvet írt a témában. Ezeket csekély nyelvtudásával fordította le angolra. Norman Bodek 1980-ban Japánba látogatott tanulmányútra, ahol találkozott Singó könyveivel, amikből amennyit csak lehetett, megszerzett és újrafordíttatott angol nyelvre. Személyesen is találkozott Singóval, akit megkért arra, látogasson el az Egyesült Államokba, és legyen a segítségére a TPS terjesztésében.
Singó nevéhez fűződik a pokajoke (nulla hiba) módszer (1961), valamint a SMED kialakítása az 1970-es évek elejére. Hatása az Egyesült Államokban számottevő volt, olyannyira, hogy a Utahi Állami Egyetem Shigeo Shingo-díjat alapított, amit a hatékonyság terén legkimagaslóbb eredményeket elért vállalatoknak adnak minden évben. A Business Week gazdasági magazin ezt a díjat egyik cikkében "a gyártás Nobel-díjának" nevezte.

## Művei
- A Revolution in Manufacturing: The Smed System, Productivity Press, 1985, ISBN 0-915299-03-8
- A Study of the Toyota Production System, Productivity Press, 1981 (Japanese), 1989, ISBN 0-915299-17-8
- Modern Approaches to Manufacturing Improvement: The Shingo System, Productivity Press, 1990, ISBN 0-915299-64-X
- Quick Changeover for Operators: The SMED System, Productivity Press, 1996, ISBN 1-56327-125-7
- The Sayings of Shigeo Shingo: Key Strategies for Plant Improvement, Productivity Press, 1987, ISBN 0-915299-15-1
- Zero Quality Control: Source Inspection and the Poka-Yoke System, Productivity Press, 1986, ISBN 0-915299-07-0
- Non-Stock Production: The Shingo System for Continuous Improvement, Productivity Press, 1988, ISBN 0-915299-30-5
- Mistake-Proofing for Operators: The ZQC System, Productivity Press, 1997, ISBN 1-56327-127-3
- The Shingo Production Management System: Improving Process Functions (Manufacturing & Production), Productivity Press, 1992, ISBN 0-915299-52-6

## Fordítás
- Ez a szócikk részben vagy egészben  a   Shigeo Shingo című angol Wikipédia-szócikk ezen változatának fordításán alapul.  Az eredeti cikk szerkesztőit annak laptörténete sorolja fel. Ez a jelzés csupán a megfogalmazás eredetét és a szerzői jogokat jelzi, nem szolgál a cikkben szereplő információk forrásmegjelöléseként.